# Rus' iznačal'naja
Rus' iznačal'naja (Русь изначальная) è un film del 1985 diretto da Gennadij Vasil'ev.

## Trama
Il film si svolge nell'antica Russia, quando Ratibor unì gli slavi in un unico esercito e respinse i nomadi.